# ATP Challenger Belém
Das ATP Challenger Belém (offizieller Name: Campeonato Internacional de Tênis do Estado do Pará) war ein in den Jahren 1994, 2006 und 2012 ausgetragenes Tennisturnier in Belém, Brasilien. Es war Teil der ATP Challenger Tour und wurde im Freien auf Hartplatz ausgetragen.

## Liste der Sieger

### Einzel
| Jahr                         | Sieger          | Finalgegner      | Ergebnis       |
| ---------------------------- | --------------- | ---------------- | -------------- |
| 2012                         | Ricardo Hocevar | Thiemo de Bakker | 7:61, 7:64     |
| 2007–2011: nicht ausgetragen |                 |                  |                |
| 2006                         | Guillermo Cañas | Carlos Berlocq   | 4:6, 6:2, 7:68 |
| 1995–2005: nicht ausgetragen |                 |                  |                |
| 1994                         | Oliver Gross    | Mario Rincón     | 6:4, 6:4       |

### Doppel
| Jahr                         | Sieger                         | Finalgegner                         | Ergebnis                      |
| ---------------------------- | ------------------------------ | ----------------------------------- | ----------------------------- |
| 2012                         | John Peers John-Patrick Smith  | Nicholas Monroe Simon Stadler       | 6:3, 6:2                      |
| 2007–2011: nicht ausgetragen |                                |                                     |                               |
| 2006                         | Brian Dabul Cristian Villagrán | Alessandro Da Col Francesco Piccari | 6:1, 7:65                     |
| 1995–2005: nicht ausgetragen |                                |                                     |                               |
| 1994                         | vor Viertelfinale abgebrochen  | vor Viertelfinale abgebrochen       | vor Viertelfinale abgebrochen |